# Enrique Barzola
Enrique Barzola Acosta (Lima, Perú, 28 de abril de 1989) es un artista marcial mixto peruano que actualmente compite en la categoría de peso gallo de Bellator MMA. Fue el ganador de peso ligero de The Ultimate Fighter: Latin America 2 y compitió en el Ultimate Fighting Championship (UFC).
Desde el 30 de julio de 2023, está en la posición #8 del ranking de peso gallo de Bellator.

## Carrera de artes marciales mixtas

### Carrera temprana
Barzola comenzó entrenando luta livre con el maestro Iván Ibérico, posteriormente hizo su transición a las MMA. Debutó profesionalmente en diciembre de 2012, compitiendo en promociones en todo el Perú, incluyendo Inka Fighting Championship (INKA FC), la más importante del país. Teniendo un récord de 10-2-1 antes de ingresar al The Ultimate Fighter: Latin America 2.

### The Ultimate Fighter: Latin America 2
En mayo del 2015 se reveló que Barzola sería parte del The Ultimate Fighter: Latin America 2 compitiendo en el equipo escudero.
En el transcurso del reality manifestó su gusto por el ingenio y la tenacidad primero derrotó al chileno Jonathan Ortega por decisión unánime. En las semifinales vencería al paraguayo César Arzamendia por un sorprendente nocaut en el estómago.

### Ultimate Fighting Championship
Barzola hizo su debut oficial en el UFC el 21 de noviembre de 2015 en el UFC Fight Night: Magny vs. Gastelum enfrentando a Horacio Gutiérrez por la final del peso ligero. Barzola derrotó a Gutiérrez por decisión unánime convirtiéndose en el ganador del torneo.
Para su segunda pelea en la promoción Barzola enfrentaría a Kyle Bochniak el 27 de agosto de 2016 en el UFC on Fox: Maia vs. Condit. Perdió la pelea por decisión dividida.
Barzola se enfrentó a Chris Ávila en el UFC Fight Night: dos Anjos vs. Ferguson. Barzola ganó por decisión unánime.
El 13 de mayo de 2017 en el UFC 211 Enrique Barzola enfrentó a Gabriel Benítez. Ganó la pelea por decisión unánime.
El 20 de enero de 2018 en el UFC 220 Enrique Barzola enfrentó a Matt Bessette. Ganó la pelea por decisión unánime.
El 19 de mayo de 2018 en el UFC Fight Night : Maia vs. Usman  Ganó la pelea pelea de manera contundente.
Barzola fue derrotado por Kevin Aguilar por decisión unánime el 30 de marzo en UFC on ESPN: Barboza vs. Gaethje.

### Bellator MMA
El 11 de agosto de 2021, se anunció que Barzola había firmado un contrato de múltiples peleas con Bellator.
Barzola hizo su debut en la promoción contra el ex-campeón de peso gallo Darrion Caldwell el 29 de enero de 2022 en Bellator 273. Ganó la pelea por TKO en el primer asalto.
Barzola enfrentó a Magomed Magomedov en los cuartos de final del Grand Prix de Peso Gallo de Bellator el 24 de junio de 2022 en Bellator 282. Perdió la pelea por sumisión en el cuarto asalto.
Barzola enfrentó a Juan Archuleta el 1 de octubre de 2022 en Bellator 286. El día del pesaje, la pelea fue cambiada a un peso pactado en 141 libras. Perdió la pelea por decisión unánime.
Barzola enfrentó a Erik Pérez el 10 de marzo de 2023, en Bellator 292. Ganó la pelea por decisión unánime.
Barzola enfrentó a Jaylon Bates el 11 de agosto de 2023, en Bellator 298. Ganó la pelea por decisión unánime, acabando a su vez con el invicto de Bates.

### Professional Fighters League

#### Temporada 2024
Barzola enfrentó a Ádám Borics el 19 de abril de 2024, en PFL 3. Perdió la pelea por decisión unánime.
Barzola enfrentó a Timur Khizriev el 28 de junio de 2024, en PFL 6. Perdió la pelea por decisión unánime.
Barzola enfrentó  a Tyler Diamond el 23 de agosto de 2024, en PFL 9. Ganó la pelea por decisión unánime.

## Campeonatos y logros
- Ultimate Fighting Championship
  - Ganador del Torneo de Peso Ligero de The Ultimate Fighter: Latin America 2[22]

## Récord en artes marciales mixtas
| Récord profesional | Récord profesional | Récord profesional |
| 32 peleas          | 21 victorias       | 9 derrotas         |
| ------------------ | ------------------ | ------------------ |
| Nocaut             | 5                  | 0                  |
| Sumisión           | 4                  | 1                  |
| Decisión           | 12                 | 8                  |
| Empates            | 2                  | 2                  |

| Resultado | Récord | Oponente               | Método                            | Evento                                      | Fecha                   | Ronda | Tiempo | Localización                | Notas                                                                                   |
| --------- | ------ | ---------------------- | --------------------------------- | ------------------------------------------- | ----------------------- | ----- | ------ | --------------------------- | --------------------------------------------------------------------------------------- |
| Victoria  | 21–9–2 | Tyler Diamond          | Decisión (unánime)                | PFL 9                                       | 23 de agosto de 2024    | 3     | 5:00   | Washington D. C.            | Pelea de Reserva del Torneo de Peso Pluma de PFL de 2024.                               |
| Derrota   | 20–9–2 | Timur Khizriev         | Decisión (unánime)                | PFL 6                                       | 28 de junio de 2024     | 3     | 5:00   | Sioux Falls, Dakota del Sur |                                                                                         |
| Derrota   | 20–8–2 | Ádám Borics            | Decisión (unánime)                | PFL 3                                       | 19 de abril de 2024     | 3     | 5:00   | Chicago, Illinois           |                                                                                         |
| Victoria  | 20–7–2 | Jayton Bates           | Decisión (unánime)                | Bellator 298                                | 11 de agosto de 2023    | 3     | 5:00   | Sioux Falls, Dakota del Sur |                                                                                         |
| Victoria  | 19–7–2 | Erik Pérez             | Decisión (unánime)                | Bellator 292                                | 10 de marzo de 2023     | 3     | 5:00   | San José, California        | Pelea en peso pluma.                                                                    |
| Derrota   | 18–7–2 | Juan Archuleta         | Decisión (unánime)                | Bellator 286                                | 1 de octubre de 2022    | 3     | 5:00   | Long Beach, California      | Pelea en peso pactado (141 lbs).                                                        |
| Derrota   | 18–6–2 | Magomed Magomedov      | Sumisión (guillotine choke)       | Bellator 282                                | 24 de junio de 2022     | 4     | 1:27   | Uncasville, Connecticut     | Cuarto de Final del Grand Prix de Peso Gallo de Bellator.                               |
| Victoria  | 18–5–2 | Nikita Mikhailov       | Decisión (unánime)                | Bellator 278                                | 22 de abril de 2022     | 3     | 5:00   | Honolulu, Hawái             | Pelea en peso pactado (140 lbs). Qualifier para el Grand Prix de Peso Gallo de Bellator |
| Victoria  | 17–5–2 | Darrion Caldwell       | TKO (golpes)                      | Bellator 273                                | 29 de enero de 2022     | 3     | 3:01   | Phoenix, Arizona            |                                                                                         |
| Empate    | 16–5–2 | Rani Yahya             | Empate (mayoritario)              | UFC Fight Night: Lee vs. Oliveira           | 14 de marzo de 2020     | 3     | 5:00   | Brasília                    | Debut en peso gallo.                                                                    |
| Derrota   | 16–5–1 | Movsar Evloev          | Decisión (unánime)                | UFC Fight Night: Maia vs. Askren            | 26 de octubre de 2019   | 3     | 5:00   | Singapur                    |                                                                                         |
| Victoria  | 16–4–1 | Bobby Moffett          | Decisión (dividida)               | UFC Fight Night: Shevchenko vs. Carmouche 2 | 10 de agosto de 2019    | 3     | 5:00   | Montevideo                  |                                                                                         |
| Derrota   | 15–4–1 | Kevin Aguilar          | Decisión (unánime)                | UFC on ESPN: Barboza vs. Gaethje            | 30 de marzo de 2019     | 3     | 5:00   | Filadelfia, Pensilvania     |                                                                                         |
| Victoria  | 15–3–1 | Brandon Davis          | Decisión (unánime)                | UFC Fight Night: Maia vs. Usman             | 19 de mayo de 2018      | 3     | 5:00   | Santiago                    |                                                                                         |
| Victoria  | 14–3–1 | Matt Bessette          | Decisión (unánime)                | UFC 220                                     | 20 de enero de 2018     | 3     | 5:00   | Boston, Massachusetts       |                                                                                         |
| Victoria  | 13–3–1 | Gabriel Benítez        | Decisión (unánime)                | UFC 211                                     | 13 de mayo de 2017      | 3     | 5:00   | Dallas, Texas               |                                                                                         |
| Victoria  | 12–3–1 | Chris Ávila            | Decisión (unánime)                | UFC Fight Night: dos Anjos vs. Ferguson     | 5 de noviembre de 2016  | 3     | 5:00   | Ciudad de México            |                                                                                         |
| Derrota   | 11–3–1 | Kyle Bochniak          | Decisión (dividida)               | UFC on Fox: Maia vs. Condit                 | 27 de agosto de 2016    | 3     | 5:00   | Vancouver, British Columbia | Regreso a peso pluma.                                                                   |
| Victoria  | 11–2–1 | Horacio Gutiérrez      | Decisión (unánime)                | The Ultimate Fighter: Latin America 2       | 21 de noviembre de 2015 | 3     | 5:00   | Monterrey                   | Ganó el Torneo de Peso Ligero de The Ultimate Fighter: Latin America 2.                 |
| Victoria  | 10–2–1 | Fernando Pérez         | TKO (golpes)                      | Perú Fighting Championship 18               | 6 de septiembre de 2014 | 2     | 4:36   | Lima                        |                                                                                         |
| Derrota   | 9–2–1  | Martín Mollinedo       | Decisión (unánime)                | Fusion Fighting Championship 9              | 16 de julio de 2014     | 3     | 5:00   | Santiago de Surco, Lima     |                                                                                         |
| Victoria  | 9–1–1  | Manuel Meza            | Decisión (unánime)                | Inka FC 26                                  | 24 de mayo de 2014      | 3     | 5:00   | Magdalena del Mar, Lima     |                                                                                         |
| Victoria  | 8–1–1  | Humberto Bandenay      | Sumisión (estrangulación desnuda) | Inka FC 25                                  | 16 de abril de 2014     | 2     | N/A    | Miraflores, Lima            |                                                                                         |
| Derrota   | 7–1–1  | Fernando Bruno         | Decisión (unánime)                | 300 Sparta 5 Grand Prix                     | 4 de febrero de 2014    | 2     | 5:00   | Miraflores, Lima            | Semifinal del Grand Prix de Peso Pluma.                                                 |
| Victoria  | 7–0–1  | Marco Anatoly          | TKO (golpes)                      | 300 Sparta 5 Grand Prix                     | 4 de febrero de 2014    | 2     | N/A    | Miraflores, Lima            | Cuarto de final del Grand Prix de Peso Pluma.                                           |
| Victoria  | 6–0–1  | Missael Silva de Souza | TKO (golpes)                      | Show Fighting Enterprise 2                  | 30 de noviembre de 2013 | 2     | 2:25   | Quito                       |                                                                                         |
| Victoria  | 5–0–1  | Joel Iglesias          | TKO (golpes)                      | Inka FC 24                                  | 23 de octubre de 2013   | 2     | 3:29   | Lima                        |                                                                                         |
| Victoria  | 4–0–1  | Jorge Enciso           | Sumisión (estrangulación desnuda) | 300 Sparta MMA 4                            | 10 de octubre de 2013   | 1     | N/A    | Santiago de Surco, Lima     |                                                                                         |
| Empate    | 3–0–1  | Gonzalo Vallejo        | Decisión (unánime)                | 300 Sparta MMA 2                            | 17 de julio de 2013     | 3     | 5:00   | Santiago de Surco, Lima     |                                                                                         |
| Victoria  | 3–0    | Emiliano Nielli        | Sumisión (estrangulación desnuda) | Inka FC 21                                  | 19 de mayo de 2013      | 3     | N/A    | Lima                        |                                                                                         |
| Victoria  | 2–0    | Jorge Luis Figueroa    | Decisión (unánime)                | 300 Sparta MMA 1                            | 24 de abril de 2013     | 3     | 5:00   | Santiago de Surco, Lima     |                                                                                         |
| Victoria  | 1–0    | Arturo Frías           | Sumisión (estrangulación desnuda) | Inka FC 19                                  | 12 de diciembre de 2012 | 1     | 2:28   | Santiago de Surco, Lima     | Debut en peso pluma.                                                                    |